# Кузьменко Віктор Васильович
Віктор Васильович Кузьме́нко (нар. 18 липня 1939, Новосисоєвка) — український художник, дизайнер і педагог; член Спілки радянських художників України з 1970 року та Спілки журналістів України з 1980 року.

## Життєпис
Народився 18 липня 1939 у селі Новосисоєвці, Яковлевського району Приморського краю (нині Російська Федерація) у сім'ї військовослужбовця. У 1967 році закінчив Український поліграфічний інститут у Львові, де навчався за спеціальністю «художня графіка» у Леопольда Левицького.
З 1967 року — у Києві, де протягом 1967—1983 та 1985—1990 років працював головним художником журналу «Вітчизна»; у 1995—2009 роках — журналу «Всесвіт». Співпрацював із київськими видавництвами «Радянський письменник» (1966—1984), «Дніпро» (1968—1989), «Веселка» (1970—1986), «Молодь» (1972—1990), «Музична Україна» (1979—2002), «Юніверс» (1999—2000), «Наукова думка» (2000—2010), а також сімферопольським видавництвом «Таврія» (1972—1982). Одночасно протягом 1980—1990-х років викладав графічну майстерність на факультеті художників преси Інституту журналістської майстерності Спілки журналістів України. Його студентами були Юрій Косін, Микола Недзельський, Олена Голуб.
Мешкав у Києві в будинку на вулиці Буслівській, № 3 та у будинку на Русанівській набережній, № 6.

## Творчість
Працює у галузях книжкової і станкової графіки (офорт, кольорова гравюра, лінорит), станкового живопису; займається карбуванням на міді, експериментував з колажем. Серед робіт:
станкова графіка
- «Кафедральний собор. Мексика» (1981);
- «Корида мексиканська» (1981);
- «Сон після кориди» (1981);
- «Фонтан у місті Ліма, Перу» (1985);
- цикл «Космічна Одіссея» (1986);
- цикл «Космос. НЛО» (від 2010).

книжкова графіка
обкладинки до книг
- «Солдати без мундирів» Натана Рибака (1967);
- «Диво» Павла Загребельного (1968);
- «Крадії» Вільяма Фолкнера (1972);
- «Корінь і крона» Івана Драча (1974);
- «Про що говорять тварини» Людмили Стішковської (1986);
- «Жанна д'Арк» Івана Кошелівця (1998);
- «Національна опера України» Юрія Станішевського (2002);
- «Енциклопедія історії України» (2003);
- «Академія музичної еліти України» (2003);
- «Балетний театр України» (2003);
- «Незнайома Кліо» Віктора Горобця, Олени Русіної, Тараса Чухліба (2004);

ілюстрації до книг
- «Прості люди» Георгія Караславова (1987);
- «Угорські оповідання» (1988);
- «Мудрість народна. Мексиканські прислів'я та приказки» (1989).

Оформив деякі книги Олеся Гончара, Євгена Гуцала, Григора Тютюнника, Павла Загребельного, Бориса Олійника, Івана Драча, Юрія Щербака. Співавтор і художник книг: «Магистраль века» (1975), «От Днепра до Амура» (1975), «Дальневосточное кольцо» (1978).
Учасник національних і міжнародних виставок з 1967 року. Персональні виставки відбулися у Торонто у 1967 році, Києві у 1978, 1999, 2008—2009 роках, Брашові у 1993 році.

## Відзнаки[1]
- Грамоти і подяки Міністерства культури України, Українського фонду культури, Національної спілки художників України;
- Почесна Грамота Комітету Верховної Ради України з питань духовності, культури за вагомий особистий внесок в розвиток культурної спадщини України.